# Acalymma suturale
Acalymma suturale es un coleóptero de la familia Chrysomelidae.  Fue descrita en 1791 por Olivier.